# Lagerstroemia alatulata
Lagerstroemia alatulata är en fackelblomsväxtart som beskrevs av Caetano Xavier Furtado och Montien. Lagerstroemia alatulata ingår i släktet Lagerstroemia och familjen fackelblomsväxter. Inga underarter finns listade i Catalogue of Life.